# Tim Jenniskens
Tim Jenniskens, född den 23 september 1986 i Tilburg, Nederländerna, är en nederländsk landhockeyspelare.
Han tog OS-silver i herrarnas landhockeyturnering i samband med de olympiska landhockeytävlingarna 2012 i London.